# Nieva en Benidorm
Nieva en Benidorm es una película de drama española de 2020 escrita y dirigida por Isabel Coixet. Está protagonizada por Timothy Spall y Sarita Chudhury.
La película tuvo su estreno mundial en el Semana Internacional de Cine de Valladolid el 24 de octubre de 2020.

## Elenco
- Timothy Spall
- Sarita Choudhury
- Pedro Casablanc
- Carmen Machi
- Ana Torrent

## Producción
En febrero de 2019, se anunció que Isabel Coixet escribiría y dirigiría la película, con Pedro Almodóvar y Agustín Almodóvar como productores a través de su productora El Deseo. En enero de 2020, Timothy Spall, Sarita Choudhury, Pedro Casablanc, Carmen Machi y Ana Torrent se unieron al elenco de la película.
El rodaje comenzó el 20 de enero de 2020 y acabó el 28 de febrero del mismo año.

## Lanzamiento
La película tuvo su estreno mundial en el Semana Internacional de Cine de Valladolid el 24 de octubre de 2020.
Se estrenó en cines el 11 de diciembre

## Taquilla
En su primer fin de semana, la película recaudó algo más de 115.736€ de 180 cines. En su segundo recaudó 51.471€ de 183 cines. En su tercer fin de semana la película hizo 27.923€ de 105 cines. En su cuarto fin de semana hizo 14.914€ más de 64 cines. En su quinto fin de semana consiguió otros 4.056€ de 30 cines. En su sexto fin de semana recaudó otros 3.988€ de 18 cines. En su séptimo fin de semana consiguió 3.724€ de 11 cines.

## Premios
Medallas del Círculo de Escritores Cinematográficos de 2020
| Categoría        | Nominados           | Resultado |
| ---------------- | ------------------- | --------- |
| Mejor fotografía | Jean-Claude Larrieu | Ganador   |